# Cyaforma macula
Cyaforma macula är en tvåvingeart som först beskrevs av Wang 1988.  Cyaforma macula ingår i släktet Cyaforma och familjen borrflugor. Inga underarter finns listade i Catalogue of Life.